# Афтер-шоу
Афтер-шоу (англ. Aftershow) — тематическое ток-шоу, посвящённое обсуждению эпизодов определённой телевизионной передачи, и транслирующееся сразу после показа очередного эпизода обсуждаемой передачи. Формат афтер-шоу возник в середине 2000-х годов на американском канале MTV в передаче The After Show. Согласно первоначальному замыслу формат афтер-шоу использовался для обсуждения программ без сценария, таких как реалити-шоу.
В 2010-х годах американские развлекательные каналы начали использовать формат афтер-шоу для обсуждения отдельных эпизодов популярных сериалов. Первопроходцами в этой области стали афтер-шоу кабельной сети AMC. В 2011 году стартовала передача Talking Dead, в эфире которой ведущий с приглашёнными гостями обсуждали эпизоды сериала «Ходячие мертвецы», сразу после их премьеры. В качестве специальных гостей к съёмкам привлекались актёры сериала, а также члены съёмочной команды. Согласно данным телеканала AMC более половины поклонников сериала оставались у экранов, чтобы посмотреть афтер-шоу.